# Robert Del Naja
Robert Del Naja, noto anche con lo pseudonimo di 3D (Brighton, 21 gennaio 1965), è un cantautore, polistrumentista e writer britannico.
Inizialmente impegnato come graffitista e membro del sound system The Wild Bunch, ha raggiunto la notorietà come frontman dei Massive Attack, primi esponenti del genere trip hop. È stato inoltre spesso indicato come una possibile vera identità del writer anonimo Banksy.

## Biografia
Figlio di padre di origine napoletane, è uno dei membri fondatori dei Massive Attack, assieme a Grant Marshall (in arte Daddy G) e Andrew Vowles (in arte Mushroom). Dopo l'album Mezzanine, Robert è stato abbandonato da Mushroom, e temporaneamente anche da Daddy G che aveva bisogno di una pausa, prendendosi il pieno merito per il successivo album 100th Window, registrato in collaborazione con Horace Andy (storico e stimato collaboratore del gruppo) e Sinéad O'Connor.
Nel 2008 ha composto il brano Herculaneum come colonna sonora del film Gomorra di Matteo Garrone. Nel 2020 collabora con il cantante napoletano Liberato per la composizione di tre brani contenuti all'interno dell'album Ultras, colonna sonora dell'omonima pellicola diretta dal regista napoletano Francesco Lettieri. Ha composto la colonna sonora del film Comandante (2023) interpretando anche la parte del comandante inglese che incrocia il sommergibile italiano in emersione.

## Discografia
- 1991 - Blue Lines
- 1994 - Protection
- 1998 - Mezzanine
- 1998 - Singles 90/98
- 2003 - 100th Window
- 2004 - Danny the Dog
- 2006 - Collected
- 2010 - Heligoland

## Arte
Tra le sue opere, oltre ai diversi suoi graffiti, si possono ammirare le artistiche installazioni con LED da lui create, spesso in occasione dei concerti dei Massive Attack. Tra queste installazioni luminose interattive Volume è una delle sue più importanti opere, creata in collaborazione con la United Visual Artists e Neil Davidge.
L'opera è stata presente tra il 24 novembre 2006 e il 28 gennaio 2007 al Victoria and Albert Museum di Londra e ad Hong Kong nella primavera del 2008.
Del Naja ha creato per gli Unkle la copertina del loro terzo album War Stories.